# Chris Lawyer

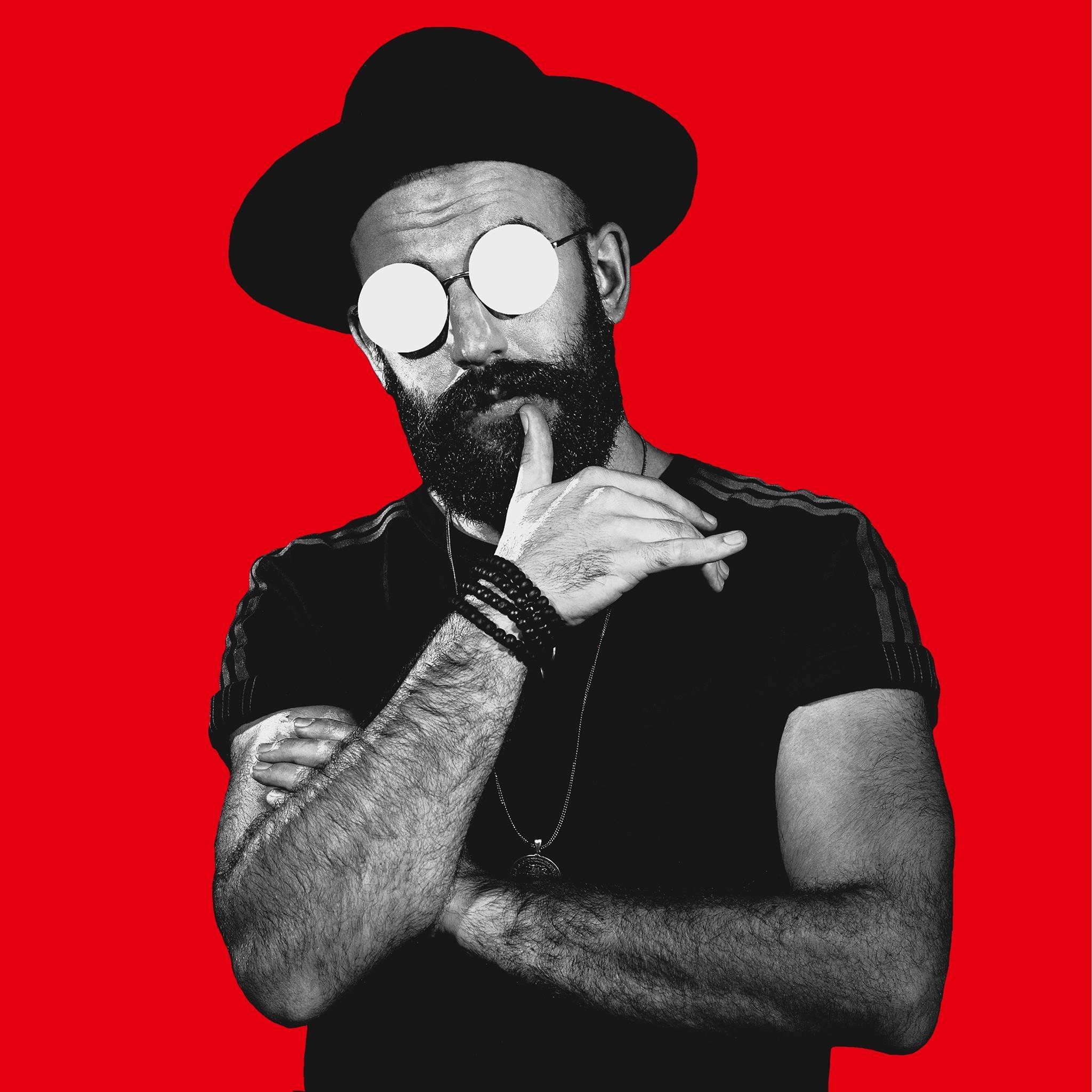

Chris Lawyer (Eger, 1989.) magyar DJ/producer és remixer. Zenéiben a Minimal house, bass house és tech house jegyeit ötvözi melodikus elemekkel és könnyen felismerhető torzított vokális elemekkel. A Naschkatze Underground zenemű kiadó alapítója.
Zenei karrierje 2006-ban indult a ‘Chris Lawyer & Thomy’ projekt keretein belül.
Első megjelenése a “We Gonna Feel It” 7 országban szerzett első helyet a rádiós listákon. Törökországban 16 hétig vezette a slágerlistákat, majd ezt követően további 3 hónapig maradt a top legjobb között. A dal bekerült a Beatort Top 100 House chart-ra is.
A mű sikereit követően a duó számos fellépést teljesített Törökországban, Görögországban, Macedóniában, Koszovóban, Szlovákiában és Magyarországon.
A projekt következő megjelenése a “Shine On Me” volt, amely a Beatport House Chart 17. helyéig jutott. A ‘Chris Lawyer & Thomy’ projekt 2009-ben feloszlott.
Karrierje során olyan slágereket írt, mint a “Right On Time”, “Do he Lawyer (Mezara)”, “Sirens Call”, “Sultan”, “Elephant” és a “Bass Down Low”. Ez nem meglepő hiszen elsőmegjelenése a Ton Deffel közösen készített “Love Potion” – amelyben a saját hangja hallható – azonnal a Beatport Top 100 Minimal Chart-ba jutott. Ezt további 10 dal követte még a listán.
2010-ben megnyerte a Bosphorus Underground Recordings “Ahmet Sendil – Are Your Kisses Dynamite” dalára kiírt remix versenyt, amelyet követően a kiadó le is szerződtette a menedzsmentje alá.
2011-ben jelent meg első produceri albuma a “Plum” (rajta a “Right On Time” és “Sirens Call” c. slágerrel), ami nagy lökést adott karrierje elindításához. A “Right On Time”-hoz készített Louie Cut átdolgozását a következő évben a Beatport az év legjobb minimal produkciója díjjal jutalmazta. 
A következő évben megjelentette következő slágerét a “Do The Lawyer (Mezara)”-t, ami előző slágere hangzásán alapult és hasonlóan sikeressé vált.
A szóló karrierje elindítását követően egy évvel jelölést kapott a Ballantine’s Music Awards-on lévő összes kategóriában és megkapta az “Év Felfedezettje” díjat a szakmától és a közönségtől is. Később (2016-ban) pedig az “Év Underground DJ-je” díjjal is megjutalmazta a közönség. Jelölést kapott továbbá a Fonogram-on és a VIVA Comet-en is.
2014-ben megjelent második producer albuma, a “SZIKK”, ami a Beatport Top 100 Minimal Chart 2. helyéig jutott.
2019-ben jelent meg 3. szerzői albuma “Societé” címmel
Karrierje során olyan előadókkal állt egy színpadon, mint Coyu, Garmiani, Ahmet Sendil, Sebastian Leger, BLR (stb.) és olyan szupersztár DJ-k játszották zenéit, mint Tiesto, Skrillex, Martin Garrix, Tujamo, Will Sparks, Major Lazer, Hardwell, Richie Hawtin, UMEK, Tocadisco, Illusionize (stb.).
Nem csak tehetséges, de nagyon tapasztalt előadó is, aki 21 országban (köztük Brazíliában, Mexikóban, Egyiptomban, Azerbajdzsánban, Finnországban, Németországban) több, mint 500 fellépést teljesített.